# Кабинет Таиланда
Кабинет Таиланда, или Совет Министров Таиланда (тайск. คณะรัฐมนตรี), — высший исполнительный и распорядительный орган государственного управления Таиланда. Кабинет состоит из тридцати пяти высокопоставленных членов правительства Королевства Таиланд. Кабинет министров является основным органом исполнительной власти правительство Таиланда. Члены кабинета назначаются Премьер-министром, официально их назначает Король Таиланда. Кабинет министров работает под председательством Премьер-министра Таиланда.

## История
С 1782 года и до Сиамской революции 1932 года страной правила королевская династия Чакри. 15 апреля 1874 года Король Чулалонгкорн создал королевский Тайный Совет (тайск. สภาที่ปรึกษาในพระองค์) (существует до сих пор), который состоял из 49 принцев и чиновников. Короли Сиама осуществляли свои полномочия через Тайный Совет.
14 июля 1925 года Король Праджадхипока сформировал Высший Государственный Совет Сиама (тайск. อภิรัฐมนตรีสภา), состоящий из 5 старших принцев (все его братья), который был призван оказывать Королю помощь в управлении страной. Однако после революции в 1932 году этот Совет был распущен. По новой Конституции в стране был создан прямой предшественник нынешнего кабинета, получивший название: Народный Комитет Сиама (тайск. คณะกรรมการราษฎร). Народный комитет возглавлял его президент. Тайный совет с тех пор стал королевским консультативным советом.
С принятием Конституции название комитета было изменено на "Совет Министров". Его председатель стал Премьер-министром. Первый Кабинет министров Таиланда возглавил Манопхакон Нититхада. Все правительственные ведомства и учреждения были переданы в его управление. Нынешний кабинет министров с 24 августа 2014 года возглавляет премьер-министр Прают Чан-Оча.

## Государственные министры

Первый кабинет министров Таиланда (1938 – 1942)

### Квалификация

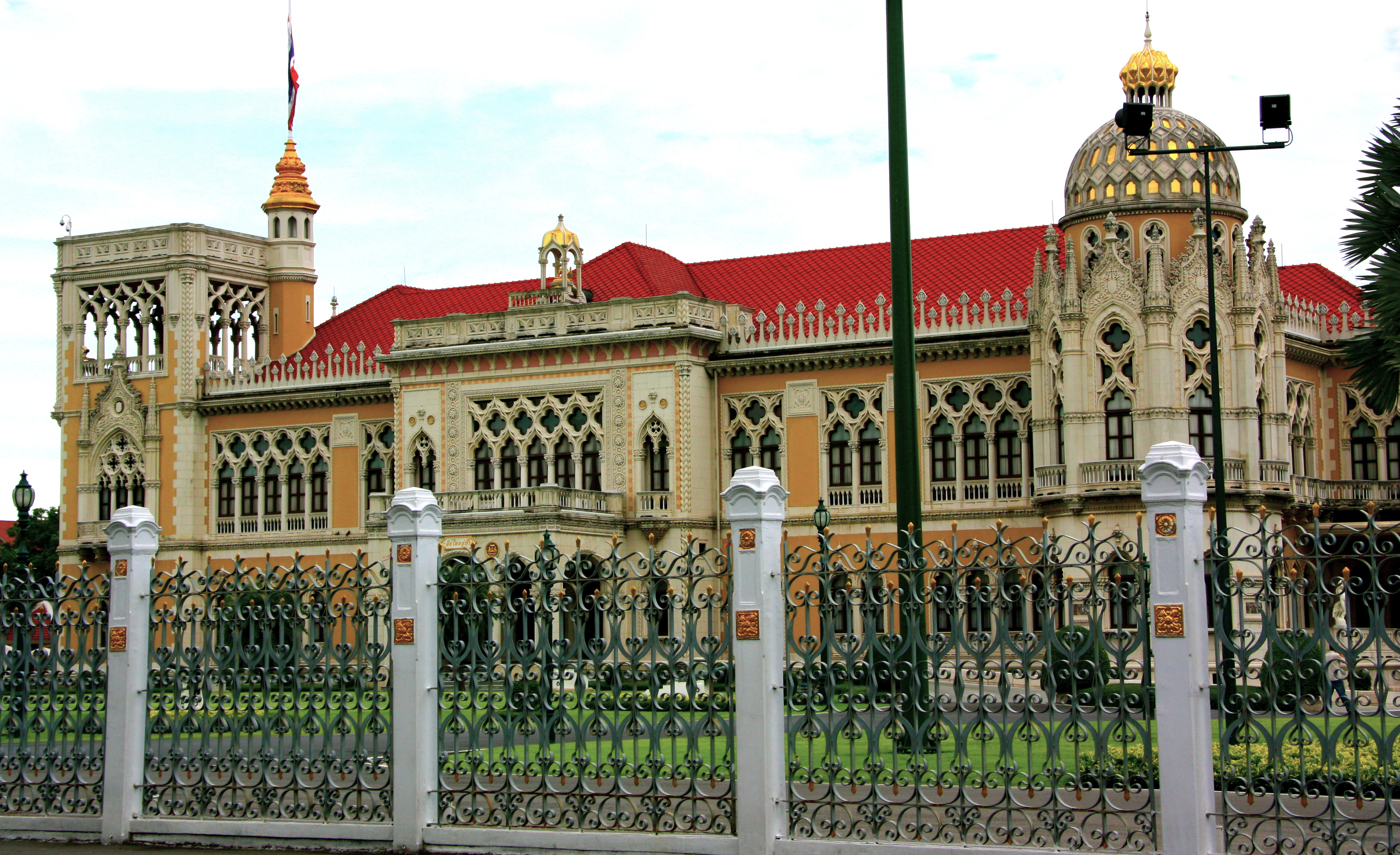
Дом правительства Таиланда в 2009 году — место заседаний Кабинета

В соответствии с Конституцией Таиланда 2007 года Кабмин может состоять из менее 35 членов. Члены кабинета, в отличие от премьер-министра, не могут быть членами Палаты представителей. Для того чтобы быть министром человек должен соответствовать следующим квалификациям:
- Быть тайцем по национальности.
- Иметь возраст более 35 лет.
- Иметь высшее образование не ниже степени бакалавра.
- Не быть членом Сената.

Человек должен не быть наркозависимым, банкротом, не может быть монахом или членом духовенства, не должен иметь психические отклонения, не может быть под следствием или иметь судимость, не должен быть членом судебных органов и др.
Государственные министры теоретически назначаются на должность Королем, однако на самом деле они назначаются королем по рекомендации премьер-министра страны. Перед вступлением в должность министр должен дать Королю торжественную клятву: 

"Я, ... торжественно заявляю, что буду предан его величеству Королю, буду выполнять мои обязанности в интересах страны и народа. Я обязуюсь сохранять и соблюдать Конституцию Королевства Таиланд."

### Обязанности
По Конституции Таиланда 2007 года Кабинет министров получил название "Совет Министров". Согласно Конституции, Кабинет министров должен быть в течение пятнадцати дней после избрания приведен к присяге в Национальная ассамблея Таиланда.
Каждый министр несет ответственность за свои действия и действия своего ведомства и, следовательно, подотчётен национальному собранию. Таким образом, Ассамблея может заставить министра объяснять свои действия. Палата представителей и Сенат могут снять любого министра с должности путем вынесения ему вотума недоверия. Министр также может быть снят с должности королем по предложению премьер-министра страны.

### Функции Кабинета

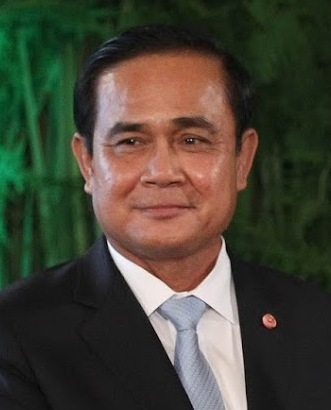
Прают Чан-Оча — 29-й премьер-министр Таиланда с 24 августа 2014 года

Будучи органом исполнительной власти, Кабинет министров несет полную ответственность за управление правительственными учреждениями и ведомствами. Он является основным учреждением по разработке политики во всех областях политики и управления. Кабмин может созвать заседание Национального собрания для рассмотрения важных законопроектов, может провести национальный референдум.
Члены Кабмин несут коллективную ответственность за принимаемые решения. Кабинет уходит в отставку только в полном составе. Лидер оппозиции может создать собственный Кабинет или теневой Кабинет министров Таиланда.
Согласно ст.218 Конституции, в правовой системе Таиланда существует институт срочного законодательства. В целях национальной общественной или экономической безопасности Король, по представлению Совета министров может принять чрезвычайный декрет, который будет иметь силу закона.

## Кабинет министров
Состав кабинета министров состоянием на 23 ноября 2017
| Должность                                     | Имя                              | Имя на Тайском         | Дата назначения |
| --------------------------------------------- | -------------------------------- | ---------------------- | --------------- |
| Премьер-министр                               | Генерал Prayut Chan-ocha         | พลเอก ประยุทธ์ จันทร์โอชา  | 24 августа 2014 |
| Вице-премьер-министр                          | Генерал Prawit Wongsuwan         | พลเอก ประวิตร วงษ์สุวรรณ  | 30 августа 2014 |
| Вице-премьер-министр                          | Wissanu Krea-ngam                | วิษณุ เครืองาม            | 31 августа 2014 |
| Вице-премьер-министр                          | Prachin Chantong                 | พลอากาศเอก ประจิน จั่นตอง | 19 августа 2015 |
| Вице-премьер-министр                          | Somkid Jatusripitak              | สมคิด จาตุศรีพิทักษ์         | 19 августа 2015 |
| Вице-премьер-министр                          | Генерал Chatchai Sarikan         | พลเอก ฉัตรชัย สาริกัลยะ    | 23 ноября 2017  |
| Канцелярия премьер-министра                   | Suwaphan Tanyuvardhana           | สุวพันธุ์ ตันยุวรรธนะ        | 23 ноября 2017  |
| Канцелярия премьер-министра                   | Kobsak Pootrakool                | กอบศักดิ์ ภูตระกูล          | 23 ноября 2017  |
| Министр обороны                               | Генерал Prawit Wongsuwan         | พลเอก ประวิตร วงษ์สุวรรณ  | 30 августа 2014 |
| Заместитель министра обороны                  | Генерал Chaichan Changmongkol    | พลเอกชัยชางมงคล         | 23 ноября 2017  |
| Министр финансов                              | Aphisak Tantiworawong            | อภิศักดิ์ ตันติวรวงศ์         | 19 августа 2015 |
| Заместитель министра финансов                 | Wisudhi Srisuphan                | วิสุทธิ์ ศรีสุพรรณ           | 18 ноября 2014  |
| Министр иностранных дел                       | Don Pramudwinai                  | ดอน ปรมัตถ์วินัย           | 19 августа 2015 |
| Заместитель министра иностранных дел          | Virasakdi Futrakul               | วีระศักดิ์ ฟูตระกูล          | 15 декабря 2016 |
| Министр спорта и туризма                      | Weerasak Kowsurat                | วีระศักดิ์ โควสุรัตน์         | 23 ноября 2017  |
| Министр социального развития и прав человека  | Gen. Anantaphon Kanchanarat      | พลเอก อนันตพร กาญจนรัตน์  | 23 ноября 2017  |
| Министр сельского хозяйства                   | Krissada Boonraj                 | กฤษฎา บุญราช            | 23 ноября 2017  |
| Заместитель министра сельского хозяйства      | Lak Wajananawatch                | ลักษณ์ วจนานวัช           | 23 ноября 2017  |
| Заместитель министра сельского хозяйства      | Wiwat Salyakamthorn              | วิวัฒน์ ศัลยกำธร           | 23 ноября 2017  |
| Министр транспорта                            | Akhom Toemphitthayaphisit        | อาคม เติมพิทยาไพสิฐ       | 19 августа 2015 |
| Заместитель министра транспорта               | Pairin Chuchot-taworn            | ไพรินทร์ ชูโชติถาวร        | 23 ноября 2017  |
| Министр природных ресурсов и окружающей среды | Генерал Surasak Kanchanarat      | พลเอก สุรศักดิ์ กาญจนรัตน์   | 19 августа 2015 |
| Министр цифровой экономики и общества         | Доктор Pichet Durongkaveroj      | พิเชฐ ดุรงคเวโรจน์        | 23 ноября 2017  |
| Министр энергетики                            | Siri Jirapongphan                | ศิริ จิระพงษ์พันธ์           | 23 ноября 2017  |
| Министр торговли                              | Sonthirat Sonthijirawong         | สนธิรัตน์ สนธิจิรวงศ์        | 23 ноября 2017  |
| Заместитель министра торговли                 | Генерал Chutima Boonyaprapas     | ชุติมา บุณยประภัศร         | 23 ноября 2017  |
| Министр внутренних дел                        | Генерал Anupong Paochinda        | อนุพงษ์ เผ่าจินดา          | 30 августа 2014 |
| Заместитель министра внутренних дел           | Sutee Markboon                   | สุธี มากบุญ               | 30 августа 2014 |
| Министр юстиции                               | Prachin Chantong                 | พลอากาศเอก ประจิน จั่นตอง | 23 ноября 2017  |
| Министр труда                                 | Adul Saengsingkaew               | อดุลย์ แสงสิงแก้ว          | 23 ноября 2017  |
| Министр культуры                              | Veera Rojpojanarat               | วีระ โรจน์พจนรัตน์         | 30 августа 2014 |
| Министр науки и технологии                    | Suvit Maesincee                  | สุวิทย์ เมษินทรีย์           | 23 ноября 2017  |
| Министр образования                           | Teerakiat Jareonsettasin         | ธีระเกียรติ เจริญเศรษฐศิลป์  | 15 декабря 2016 |
| Заместитель министра образования              | Генерал Surachet Chaiwong        | สุรเชษฐ์ ชัยวงศ์           | 30 августа 2014 |
| Заместитель министра образования              | Udom Kachintorn                  | อุดม คชินทร              | 23 ноября 2017  |
| Министр здравоохранения                       | Доктор Piyasakon Sakonsatayathon | ปิยะสกล สกลสัตยาทร       | 20 августа 2015 |
| Министр промышленности                        | Utama Savanayon                  | อุตตม สาวนายน           | 23 ноября 2017  |
| Заместитель министра промышленности           | Somchai Hanhiran                 | สมชาย หาญหิรัญ           | 23 ноября 2017  |